# 洪善祥
洪善祥（1941年2月—），男，安徽绩溪人，生于上海，中华人民共和国政治人物，曾任中华人民共和国交通部副部长，第十届全国政协委员。